# Usher
Usher Raymond IV (Dallas (Texas), 14 oktober 1978) is een Amerikaanse r&b-zanger, producer en acteur. Met hulp van Sean Combs rolde Usher de r&b-wereld in en bracht op 15-jarige leeftijd zijn eerste album uit. Usher kreeg wereldfaam na zijn album My way uit 1997 en vooral het album Confessions uit 2004. Ook heeft Usher enkele bijrollen gehad in films. In 2016 kreeg hij een ster op de Hollywood Walk of Fame.

## Biografie

### Jeugd
Usher werd in 1978 geboren als kind van Usher Raymond III en Jonetta Patton. Tijdens zijn geboorte woonden zijn ouders nog in Dallas, maar al snel verhuisden Usher, zijn broer James en zijn moeder naar Chattanooga. Daar werd hij gewoonlijk door zijn moeder opgevoed. Op zijn twaalfde verhuisde het gezin naar Atlanta.
Usher kwam voor het eerst in aanraking met zang toen hij in het kerkkoor mocht gaan zingen van zijn moeder. Nadat ze in Atlanta terechtkwamen, begon Usher deel te nemen aan talentenjachten die hij bijna altijd won. In 1992 werd zijn talent herkend door Bryant Reid, de broer van LaFace Records' co-president Antonio Reid. Bryant regelde een auditie voor Usher die hij met succes aflegde. Usher tekende een contract bij LaFace Records en mocht beginnen aan zijn eerste album. Voordat het zover was, bracht hij in 1993 (op 15-jarige leeftijd) zijn eerste single uit. Die single, Call me a mack, staat op de soundtrack van de film Poetic Justice.

### Debuutalbum
In 1994, toen Usher nog op school zat, kwam zijn debuutalbum Usher uit. De productie van het album ging gepaard met wat problemen: Usher kreeg de baard in de keel en verschillende stem-coaches moesten eraan te pas komen om hem te helpen. Het album werd hoofdzakelijk geproduceerd door Sean Combs (in die tijd werkend onder de naam Puff Daddy). In de Verenigde Staten werden de singles aardig ontvangen en het album ging 100.000 keer over de toonbank. Na 1994 werd Usher voor diverse andere projecten gevraagd. In 1995 nam hij een kerstnummer op voor een reclamecampagne van Coca-Cola. Samen met andere r&b-zangers nam Usher de single You will know op, voor de soundtrack van de film Jason’s Lyric. Met r&b-zangeres Monica zong hij de single Let’s straighten it out. In de tussentijd werd Usher bekend met de andere kant van de hiphopwereld. Combs hielp Usher ondanks zijn jonge leeftijd aan verboden middelen en seksuele relaties. Later kreeg Usher hier spijt van en er gingen geruchten dat Usher Combs hiervoor verantwoordelijk hield. Een ruzie tussen beiden werd echter ontkend (ook door de collaboratie van de twee in de single I need a girl Part I).

### My way
Nadat Usher geslaagd was voor zijn highschooldiploma bracht hij zijn tweede album My way uit. Dit album werd geproduceerd door Jermaine Dupri (So So Def Records) en bevat meer werk van Usher zelf: hij hielp mee aan de teksten van zes nummers en riep ook de hulp in van Babyface en Teddy Riley. Om het album op te nemen trok Usher voor zes maanden in in het huis van Dupri. De eerste single You make me wanna werd een wereldwijde hit. De daaropvolgende singles Nice & slow en My way liftten mee op het succes van de eerste single. Voor de promotie van het album ging Usher op tournee. Met Combs ging hij op de No Way Out-tour en ook stond hij in het voorprogramma van Mary J. Blige. Nu Usher een ster was geworden besloot hij zich ook op het acteren te richten. Zijn debuut maakte hij in de horrorfilm The Faculty (1998). Even daarvoor had Usher een kleine rol in de sitcom Moesha.
Door het vele toeren besloot Usher een live-album samen te stellen. Dit album werd in 1999 uitgebracht. In 2000 had Usher een nieuw album klaarliggen: All about u. Dit album is echter nooit uitgebracht. Op die cd stond de single Pop ya collar, die ook toegevoegd is aan de speellijst van Ushers uiteindelijke derde studio-album 8701 (genoemd naar de releasedatum 8/7/2001 of het aantal jaren dat Usher destijds actief was: 1987-2001). Een jaar later won Usher een Grammy Award in de categorie "Best Male R&B Vocal".

### Confessions
Na een tijd in de luwte bracht Usher in 2004 het album Confessions uit. Vergezeld met het album verscheen Yeah!, een single met Ludacris en Lil' Jon. Yeah! (vooral gedraaid in discotheken en clubs) zette Usher in één klap weer op de kaart: het nummer werd een wereldwijde hit en bereikte de nummer 1-positie in verschillende landen, waaronder de Verenigde Staten en Nederland. Confessions verkocht wereldwijd 15 miljoen albums en won een Grammy Award voor beste r&b-album. Er werd ook een special edition van het album uitgebracht. Deze editie bevat onder andere de single My Boo, een duet met Alicia Keys. Usher en Keys kennen elkaar al sinds hun zestiende.

### Later werk
In 2006 werd Usher opgenomen in de Georgia Music Hall of Fame. In hetzelfde jaar nam hij de rol van Bully Flynn op zich in de Broadwaymusical Chicago. Het is het debuut van Usher in het theater. De planning was dat hij twee maanden zou spelen, maar Usher stopte er wegens ziekte enkele dagen eerder mee. Nadat bekend werd dat Usher in Chicago zou spelen, groeide de vraag naar tickets explosief. Toen zijn afmelding bekend werd, werden tickets massaal weer ingeleverd wat de productie $400.000 kostte.
In juni 2008 kwam het album Here I stand uit, waarvan de single Love in this club de nummer 1-positie behaalde in de Amerikaanse Billboard Hot 100. Op 30 maart 2010 verscheen Ushers album Raymond V Raymond. Op deze plaat staan onder meer de singles Papers, Hey daddy en OMG. Die laatste single, een samenwerking met Will.i.am, heeft de top 10 van de Amerikaanse Billboard gehaald.
Sinds 2010 werkte Usher samen met uiteenlopende artiesten. Zowel in de Verenigde Staten als internationaal bleef hij succesvol met nummers als DJ got us fallin' in love (2010, met Pitbull), More (2011), Without you (2011, met David Guetta), Scream (2012) en Don't look down (2015, met Martin Garrix). Zijn album Looking 4 myself (2012) werd eveneens een succes, de opvolger Hard II love (2016) verkocht echter minder goed.
In 2013 zat Usher in de jury van de Amerikaanse variant van The Voice.

### Privéleven
Usher trouwde op 3 augustus 2007 met zijn toenmalige vriendin, styliste Tameka Foster. Ze hebben samen twee zoons, geboren in 2007 en in 2008. In juni 2009 gingen ze uit elkaar en werd de scheiding aangevraagd. Zijn elfjarige stiefzoon Kile Glover, een van de twee kinderen van Tameka Foster en haar eerste echtgenoot Ryan Glover, overleed in juli 2012 na een bootongeluk.
Van september 2015 tot december 2018 was Usher getrouwd met zijn toenmalige manager Grace Miguel.
Met muziekdirecteur Jennifer Goicoechea kreeg Usher op 24 september 2020 een dochter en op 29 september 2021 een zoon. Op 11 februari 2024 trad hij op in de halftime show van de American football finale Super Bowl LVIII nabij Las Vegas. Daarna trouwde hij diezelfde avond nog met Goicoechea in een van de befaamde trouwkapellen van de gokstad.

## Stijl
Ushers muziek is popgeoriënteerde r&b. Sommige nummers zijn ballads, andere dansnummers. Vaak gaan de teksten over liefde, verdriet en relaties. Gecombineerd met zijn ‘lieve’ uitstraling is hij voor veel mensen een idool.
Usher staat bekend om zijn dansstijl, die aansluit bij de hedendaagse zangers zoals Bobby Brown. Ooit verklaarde hij Michael Jackson als zijn grote voorbeeld te zien. In de dansstijl is ook enige gelijkenis te zien tussen de twee. In zijn meeste videoclips is Usher dansend te zien. In de clip van Yeah!, waarin ook Ludacris en Lil' Jon te zien zijn, introduceert Usher enkele danspasjes die in de hiphopwereld al langer bekend waren, waaronder de thunderclap en de rockaway. Deze stijl komt van de crunk, een hiphopsoort (Southern rap) die na 2003 steeds bekender werd.

## Discografie

### Albums
| Album met eventuele hitnotering(en) in de Nederlandse Album Top 100 | Datum van verschijnen | Datum van binnenkomst | Hoogste positie | Aantal weken | Opmerkingen |
| ------------------------------------------------------------------- | --------------------- | --------------------- | --------------- | ------------ | ----------- |
| My Way                                                              | 1997                  | 08-11-1997            | 30              | 41           | Goud        |
| 8701                                                                | 2001                  | 14-07-2001            | 7               | 45           |             |
| Confessions                                                         | 2004                  | 27-03-2004            | 3               | 78           | Goud        |
| Here I Stand                                                        | 2008                  | 31-05-2008            | 5               | 21           |             |
| Raymond v Raymond                                                   | 26-03-2010            | 03-04-2010            | 34              | 15           |             |
| Versus                                                              | 24-08-2010            | 25-09-2010            | 40              | 19           |             |
| Looking 4 Myself                                                    | 08-06-2012            | 16-06-2012            | 4               | 16           |             |
| Hard II Love                                                        | 16-09-2016            | 24-09-2016            | 38              | 2            |             |

| Album met hitnotering(en) in de Vlaamse Ultratop 200 albums | Datum van verschijnen | Datum van binnenkomst | Hoogste positie | Aantal weken | Opmerkingen |
| ----------------------------------------------------------- | --------------------- | --------------------- | --------------- | ------------ | ----------- |
| 8701                                                        | 2001                  | 21-07-2001            | 14              | 11           |             |
| Confessions                                                 | 2004                  | 27-03-2004            | 10              | 62           |             |
| Here I Stand                                                | 2008                  | 31-05-2008            | 3               | 18           |             |
| Raymond v Raymond                                           | 2010                  | 03-04-2010            | 43              | 17           |             |
| Versus                                                      | 2010                  | 02-10-2010            | 27              | 28           |             |
| Looking 4 Myself                                            | 2012                  | 16-06-2012            | 15              | 27           |             |
| Hard II Love                                                | 2016                  | 24-09-2016            | 41              | 7            |             |

### Singles
| Single met eventuele hitnotering(en) in de Nederlandse Top 40 | Datum van verschijnen | Datum van binnenkomst | Hoogste positie | Aantal weken | Opmerkingen                                                        |
| ------------------------------------------------------------- | --------------------- | --------------------- | --------------- | ------------ | ------------------------------------------------------------------ |
| You Make Me Wanna...                                          | 1997                  | 08-11-1997            | 7               | 12           | Nr. 6 in de Single Top 100                                         |
| Nice & Slow                                                   | 1998                  | 21-02-1998            | 17              | 6            | Nr. 20 in de Single Top 100 / Alarmschijf                          |
| My Way                                                        | 1998                  | 27-06-1998            | 18              | 7            | Nr. 21 in de Single Top 100                                        |
| Pop Ya Collar                                                 | 2001                  | 17-02-2001            | 10              | 7            | Nr. 16 in de Single Top 100 / Alarmschijf                          |
| U Remind Me                                                   | 2001                  | 07-07-2001            | 3               | 11           | Nr. 4 in de Single Top 100 / Alarmschijf                           |
| U Got It Bad                                                  | 2001                  | 03-11-2001            | 27              | 5            | Nr. 20 in de Single Top 100                                        |
| U Turn                                                        | 2002                  | 11-05-2002            | 36              | 3            | Nr. 27 in de Single Top 100                                        |
| I Need a Girl (Part 1)                                        | 2002                  | 29-06-2002            | 3               | 20           | met P. Diddy & Loon / Nr. 5 in de Single Top 100 / Alarmschijf     |
| Yeah!                                                         | 2004                  | 13-03-2004            | 1(4wk)          | 15           | met Lil' Jon & Ludacris / Nr. 1 in de Single Top 100 / Alarmschijf |
| Burn                                                          | 2004                  | 12-06-2004            | 9               | 10           | Nr. 12 in de Single Top 100 / Alarmschijf                          |
| Confessions II                                                | 2004                  | 16-10-2004            | 14              | 6            |                                                                    |
| My Boo                                                        | 2004                  | 23-10-2004            | 5               | 10           | met Alicia Keys / Nr. 6 in de Single Top 100                       |
| Caught Up                                                     | 2005                  | 19-02-2005            | 10              | 8            | Nr. 12 in de Single Top 100                                        |
| Same Girl                                                     | 2007                  | 07-07-2007            | tip12           | -            | met R. Kelly                                                       |
| Love in This Club                                             | 2008                  | 26-04-2008            | tip2            | -            | met Young Jeezy / Nr. 47 in de Single Top 100                      |
| Moving Mountains                                              | 2008                  | 02-08-2008            | tip13           | -            |                                                                    |
| OMG                                                           | 2010                  | 20-03-2010            | tip12           | -            | met Will.i.am / Nr. 39 in de Single Top 100                        |
| DJ Got Us Fallin' in Love                                     | 2010                  | 07-08-2010            | 5               | 22           | met Pitbull / Nr. 9 in de Single Top 100 / Alarmschijf             |
| More                                                          | 2010                  | 29-01-2011            | 4               | 18           | Nr. 8 in de Single Top 100                                         |
| Dirty Dancer                                                  | 09-05-2011            | 14-05-2011            | 25              | 6            | met Enrique Iglesias / Nr. 39 in de Single Top 100 / Alarmschijf   |
| Without You                                                   | 29-08-2011            | 22-10-2011            | 6               | 22           | met David Guetta / Nr. 5 in de Single Top 100                      |
| Climax                                                        | 27-02-2012            | -                     |                 |              | Nr. 82 in de Single Top 100                                        |
| Scream                                                        | 27-04-2012            | 02-06-2012            | 18              | 14           | Nr. 28 in de Single Top 100 / Alarmschijf                          |
| Numb                                                          | 01-10-2012            | 06-10-2012            | 36              | 4            | Nr. 61 in de Single Top 100 / Alarmschijf                          |
| Good Kisser                                                   | 2014                  | 24-05-2014            | tip14           | -            | Nr. 89 in de Single Top 100                                        |
| She Came to Give It to You                                    | 2014                  | -                     |                 |              | met Nicki Minaj / Nr. 95 in de Single Top 100                      |
| I Don't Mind                                                  | 2015                  | -                     |                 |              | met Juicy J / Nr. 64 in de Single Top 100                          |
| Don't look down                                               | 17-03-2015            | 04-04-2015            | 10              | 22           | met Martin Garrix / Nr. 16 in de Single Top 100 / Alarmschijf      |
| #wheresthelove                                                | 01-09-2016            | 10-09-2016            | tip22           | -            | als onderdeel van The World / met The Black Eyed Peas              |
| Too Much                                                      | 23-10-2020            | 24-10-2020            | tip15           | 5            | met Marshmello & Imanbek                                           |

| Single met hitnotering(en) in de Vlaamse Ultratop 50 | Datum van verschijnen | Datum van binnenkomst | Hoogste positie | Aantal weken | Opmerkingen                  |
| ---------------------------------------------------- | --------------------- | --------------------- | --------------- | ------------ | ---------------------------- |
| You Make Me Wanna...                                 | 1998                  | 21-02-1998            | 42              | 5            |                              |
| Pop Ya Collar                                        | 2001                  | 10-02-2001            | tip3            | -            |                              |
| U Remind Me                                          | 2001                  | 04-08-2001            | 16              | 12           | Nr. 12 in de Radio 2 Top 30  |
| U Got It Bad                                         | 2001                  | 27-10-2001            | tip3            | -            |                              |
| U-Turn                                               | 2002                  | 30-03-2002            | tip6            | -            |                              |
| I Need a Girl (Part 1)                               | 2002                  | 06-07-2002            | 12              | 15           | met P. Diddy & Loon          |
| Yeah!                                                | 2004                  | 20-03-2004            | 2               | 19           | met Lil' Jon & Ludacris      |
| Burn                                                 | 2004                  | 26-06-2004            | 18              | 11           |                              |
| Confessions II                                       | 2004                  | -                     |                 |              | Nr. 12 in de Radio 2 Top 30  |
| My bBo                                               | 2004                  | 06-11-2004            | 21              | 14           | met Alicia Keys              |
| Caught Up                                            | 2005                  | 05-03-2005            | 23              | 11           | Nr. 13 in de Radio 2 Top 30  |
| Love in This Club                                    | 2008                  | 10-05-2008            | 5               | 14           | met Young Jeezy              |
| Moving Mountains                                     | 2008                  | 16-08-2008            | tip20           | -            |                              |
| OMG                                                  | 2010                  | 24-04-2010            | 10              | 17           | met Will.i.am                |
| DJ Got Us Fallin' in Love                            | 2010                  | 21-08-2010            | 7               | 24           | met Pitbull                  |
| More                                                 | 2010                  | 22-01-2011            | 7               | 21           |                              |
| Dirty Dancer                                         | 2011                  | 18-06-2011            | 32              | 9            | met Enrique Iglesias         |
| Without You                                          | 2011                  | 17-09-2011            | 5               | 21           | met David Guetta / Goud      |
| Climax                                               | 2012                  | 03-03-2012            | tip4            | -            |                              |
| Scream                                               | 2012                  | 26-05-2012            | 22              | 16           |                              |
| Numb                                                 | 2012                  | 06-10-2012            | tip2            | -            |                              |
| Rest of my Life                                      | 05-11-2012            | 10-11-2012            | tip3            | -            | met Ludacris & David Guetta  |
| Good Kisser                                          | 2014                  | 17-05-2014            | tip27           | -            |                              |
| New Flame                                            | 2014                  | 30-08-2014            | tip29           | -            | met Chris Brown & Rick Ross  |
| She Came to Give It to You                           | 2014                  | 20-09-2014            | 34              | 10           | met Nicki Minaj              |
| Body Language                                        | 2014                  | 20-09-2014            | tip28           | -            | met Kid Ink & Tinashe        |
| I Don't Mind                                         | 2014                  | 27-12-2014            | tip34           | -            | met Juicy J                  |
| Don't Look Down                                      | 2015                  | 04-04-2015            | 26              | 5            | met Martin Garrix            |
| No Limit                                             | 2016                  | 27-08-2016            | tip             | -            | met Young Thug               |
| Party                                                | 2016                  | 31-12-2016            | tip             | -            | met Chris Brown & Gucci Mane |
| Gift Shop                                            | 2018                  | 27-10-2018            | tip             | -            | met Zaytoven & Gunna         |
| LaLaLa                                               | 2019                  | 28-09-2019            | tip             | -            | Black Coffee                 |
| Too Much                                             | 2020                  | 31-10-2020            | tip             | -            | met Marshmello & Imanbek     |

### Dvd's
| Dvd's met hitnoteringen in de Nederlandse Music Top 30 | Datum van verschijnen | Datum van binnenkomst | Hoogste positie | Aantal weken | Opmerkingen                     |
| ------------------------------------------------------ | --------------------- | --------------------- | --------------- | ------------ | ------------------------------- |
| Rhythm City Volume one: Caught up                      | 2005                  | 19-03-2005            | 23              | 4            | met Joy Bryant & Clifton Powell |
| Truth tour - Behind the truth - Live from Atlanta      | 2005                  | 17-12-2005            | 20              | 5            |                                 |
| OMG tour - Live from London                            | 2011                  | 05-11-2011            | 13              | 5            |                                 |

## Filmografie

### Televisie
- Scary Movie 5 (2013)
- Moesha (1997, 1998, 1999)
- The Bold and the Beautiful (1998)
- Geppetto (2000)
- 7th Heaven (2001)
- The Twilight Zone (2002)
- Soul Food (2003)